# Baccara (jeu)
Pour les articles homonymes, voir Baccara.
Le baccara ou baccarat est un jeu de cartes où le banquier affronte les joueurs, appelés « pontes ». Il est surtout populaire dans les casinos et s'apparente au jeu du chemin de fer, qui n'est qu'une variante du baccara.

## Histoire
Le baccara – ou baccarat – est un jeu de cartes du type pari sur la constitution d’un nombre (ici, 9), qui se joue essentiellement dans les casinos. Ses origines ne paraissent guère remonter au-delà du XIXe siècle,. Un légende prétend que le jeu aurait été introduit en France depuis l'Italie à la fin du XVe siècle par des soldats revenant des guerres d'Italie pendant le règne de Charles VIII,.
Cependant, la plus ancienne mention du jeu date de 1822 à Marseille.
Les origines obscures du baccara ont engendré de nombreuses fables, répétées ici et là dans plusieurs sites internet et même dans certaines versions de Wikipedia… L’une d’elles, qui veut faire venir le jeu d’Italie, assure que baccara veut dire « zéro » en italien, ce qui est absurde. Une autre invoque un « inventeur » du nom de… Falguière, Felix Falguière – ne pas confondre avec le sculpteur Alexandre Falguière – et va même jusqu’à prétendre que ce personnage (introuvable) est… italien [réf. nécessaire]!
En fait, le jeu n’est pas attesté avant le début du XIXe siècle et semble particulièrement localisé au début dans le Sud-Ouest de la France, Bordeaux étant souvent citée dans les sources judiciaires. L’expression « faire baccara » (« jeûner par force, être réduit à rien »), donnée comme « provençale », a probablement donné son nom au jeu, mais elle n’est pas propre à la Provence : elle appartient au français populaire « commun ». On la trouve à Lille et à Paris, dans les Ardennes et autres contrées septentrionales au XVIIIe siècle.
Le baccara devint populaire parmi la bourgeoisie aisée française au cours du XIXe siècle. Bien avant la légalisation des casinos en 1907,, le baccara était couramment pratiqué dans des cercles de jeux « privés » en France. À cette époque, le Baccarat Banque est la forme la plus ancienne du baccara, un jeu à trois personnes mentionné dans Album des jeux de Charles Van-Tenac,. Plus tard, le Chemin de Fer, où les joueurs prennent la banque à tour de rôle, est apparu en tant que jeu à deux personnes et à somme nulle dérivé du Baccarat Banque.
Le Baccarat Punto Banco, dans lequel le parieur mise sur la victoire de la main du Joueur ou de la Banque, a marqué un tournant important dans le développement du baccara moderne. Il s'est développé dans les casinos de La Havane à la fin des années 1930 et est devenu la forme la plus populaire de nos jours.
Les casinos américains génèrent une part croissante de leurs revenus grâce au jeu de baccara. Par exemple, en mai 2012, seulement 18,3 % des gains totaux des tables de jeu du Nevada provenaient du baccara. Cependant, en mai 2013, ce pourcentage a augmenté à 33,1 % et en mai 2014, il a atteint 45,2 %.
À Macao, où le jeu a été introduit en 1962 par la Sociedade de Turismo e Diversões de Macau (STDM), une version simplifiée du Punto Banco a été proposée aux joueurs asiatiques : dans ce baccara-là, il n’y a pas de tirage supplémentaire possible. C’est donc un jeu de pur hasard (mais plutôt favorable aux joueurs). Une commission de 5% est prise sur les gains de la Banque. Comme les casinos n’y trouvaient pas leur compte, une nouvelle version, dite « baccara sans commission » a été introduite qui favorise considérablement la Banque. Les joueurs (asiatiques) semblent plébisciter ce jeu.

## Étymologie
Si le français d’aujourd’hui écrit baccara, sans t final, l’anglais préfère baccarat. En fait, les plus anciennes sources parlant du jeu, au XIXe siècle, hésitent entre l’une et l’autre forme. On rencontre même bacarra et bacarat… L’étymologie la plus probable est celle d’une expression populaire (déjà au XVIIIe siècle) « faire bacarra », au sens de « manger tout son bien, faire faillite », voire « tout perdre ». Mais celle-ci n’est pas spécialement provençale, et le sens de « bécarre » (d’un soi-disant « ba-carrat », « bé carré ») est à rejeter, non seulement parce que cela ne veut rien dire, mais aussi parce que ce terme bacarrat n’existe pas en provençal dans ce sens !

## Règles

### Fonctionnement du jeu
Le baccara se joue avec six à huit jeux de 52 cartes classiques. L'objectif du joueur est de prédire qui de la banque ou des joueurs gagnera la partie.
La valeur des cartes au baccara est particulière. L'As vaut 1 point, les cartes de rang inférieur à 10 sont égales à leur valeur nominale (un 5 vaut cinq points) et les cartes 10, valet, dame et roi valent zéro points.
| Carte    | Valeur         |
| -------- | -------------- |
| As       | 1 point        |
| 2 à 9    | Valeur faciale |
| 10 à roi | 0 point        |

Pour le comptage des points, la règle suivante s'applique : on additionne la valeur des cartes et on conserve le chiffre des unités. Par exemple, un 9 et un as valent 0 points (9 + 1 vaut 10, donc on compte 0 point), une paire de 6 vaut 2 points.

### Déroulement
Le jeu se déroule en plusieurs étapes. Les joueurs commencent par miser sur un des deux tableaux, c'est-à-dire la banque ou les joueurs. Les joueurs peuvent également miser sur une égalité. Les mises minimale et maximale sont fixées par le casino.
Une fois que les joueurs ont misé sur le tableau de leur choix, le croupier tire deux cartes pour le tableau des joueurs et deux cartes pour le tableau de la banque.
Une fois le tirage effectué, le nombre de points des joueurs et de la banque sont comptés selon la règle citée précédemment. La suite du jeu dépend du nombre de points de chaque tableau. Le joueur joue toujours en premier.
| Tableau | Score                 | Exemple | Action                                                                             |
| ------- | --------------------- | ------- | ---------------------------------------------------------------------------------- |
| Joueur  | Supérieur ou égal à 6 | 4♥ 3♣   | Fin du tirage                                                                      |
| Joueur  | Inférieur à 6         | 5♦ K♠   | Une troisième carte est distribuée                                                 |
| Banque  | Supérieur à 6         | 2♣ 7♠   | Fin du tirage                                                                      |
| Banque  | 6                     | 6♥ K♦   | Si le score du joueur est compris entre 6 et 7, une troisième carte est distribuée |
| Banque  | 5                     | 3♠ 2♦   | Si le score du joueur est compris entre 4 et 7, une troisième carte est distribuée |
| Banque  | 4                     | A♦ 3♠   | Si le score du joueur est compris entre 2 et 7, une troisième carte est distribuée |
| Banque  | 3                     | J♦ 3♥   | Si le score du joueur n'est pas égal à 8, une troisième carte est distribuée       |
| Banque  | Inférieur à 3         | 2♦ K♠   | Une troisième carte est distribuée                                                 |

Une fois la troisième carte éventuellement distribuée, le nombre de points final de chaque tableau est compté. Le vainqueur est celui qui s'approche le plus de 9 points.
Les joueurs gagnent s'ils ont misé sur le tableau gagnant.

### Paiement
Le rapport aux joueurs varie selon les casinos, mais est généralement le suivant :
- Gain de la banque : 0,95 pour 1 ;
- Gain du joueur : 1 pour 1 ;
- Égalité  (en anglais : tie): 8 pour 1.

En cas d'égalité, les mises placées sur un tableau reviennent aux joueurs.

### Mises secondaires
Certains casinos proposent de parier sur une paire de la banque ou des joueurs. Les mises secondaires sont indépendantes du jeu principal. Les joueurs peuvent perdre au jeu principal et gagner sur une mise secondaire. Le rapport pour une mise de type « paire » est généralement de 11 pour 1. Seul les deux premières cartes tirées pour chaque tableau sont comptabilisés pour ce type de mise secondaire.
Par exemple, si le joueur mise 10 € sur une paire de la banque, et que les deux premières cartes de la banque forment une paire, il remporte 110 €.

## Probabilités
La probabilité que la banque gagne est légèrement supérieure à celle du joueur (45,8 % contre 44,6 %) en raison de l'attribution d'une troisième carte à la banque en fonction du score du joueur. C'est pour cette raison que le paiement en cas de victoire de la banque est plus faible que celui du joueur. Dans les régles américaines (prélévement de X%) l'avantage pour le casino est de 1,06 % sur les mises « banque gagnante » et de 1,24 % sur les mises « joueurs gagnants ». En Europe (gain réduit de moitié sur un 6 à la banque), l'avantage casino monte à 1,44% sur les mises "banco" et c'est le pari "punto"=joueur qui devient le meilleur.
L'égalité se produit dans environ 9,6 % des cas. Avec un paiement de 8 pour 1, le casino a un avantage très important sur les mises « égalité », d'environ 14,36 %. À long terme, le joueur est donc fortement perdant s'il ne mise que sur l'égalité.

## Dans la culture
Ce jeu est devenu célèbre par le film James Bond 007 contre Dr No, où le héros y joue contre Sylvia Trench. On le voit également jouer dans Opération Tonnerre contre Emilio Largo, dans Au service secret de Sa Majesté (où James Bond rencontre sa future femme), Rien que pour vos yeux (lors de la scène à l'Achilleion) ou dans GoldenEye au casino de Monte-Carlo. Enfin, dans le premier roman de Ian Fleming, Casino Royale, Bond affronte au baccara son ennemi, Le Chiffre.
Il apparait également comme un élément clé du plan déroulé par l'équipe dans la série Mission Impossible, en 1966 dans l'épisode 6 (« Enjeux ») de la saison 1. En effet, il est essentiel de connaître le décompte des points pour mesurer les réactions des deux joueurs face à face à la distribution des cartes et au système de triche mis en place.
Dans Rush Hour 3 en 2007, les personnages principaux James Carter et Geneviève se rencontrent pour la première fois en jouant au baccara dans un casino à Paris. Au départ, Carter n'a pas les moyens de jouer, mais Geneviève le couvre. Incertain des règles du jeu, Carter demande d'abord une carte supplémentaire comme s'il s'agissait d'un blackjack, puis pense qu'il a une bonne main (3 rois), sans savoir qu'il n'a plutôt aucun point. Le croupier explique la situation et Geneviève gagne.